# Campeonato Sueco de Hóquei no Gelo de 2012–13

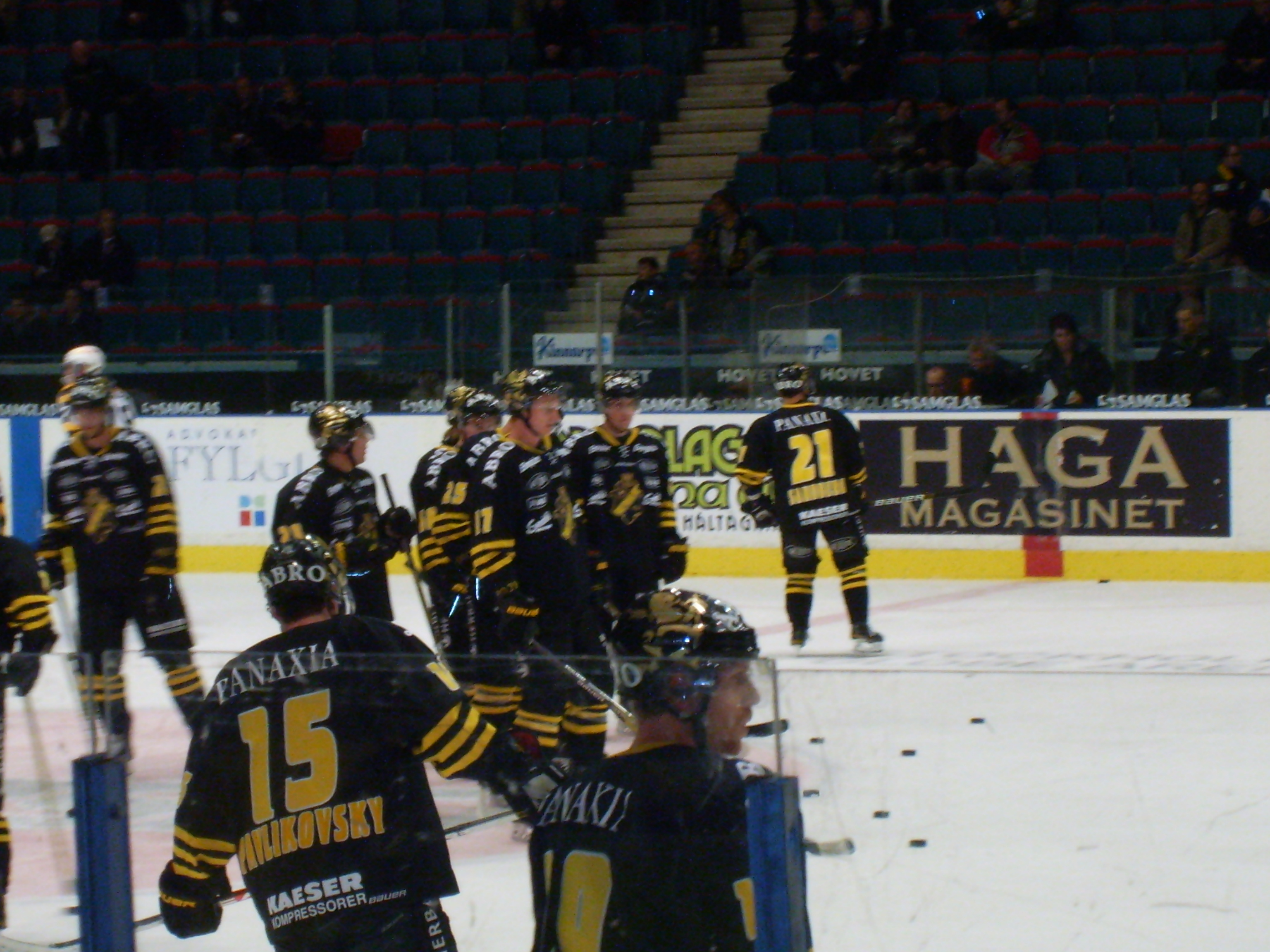
O AIK em ação

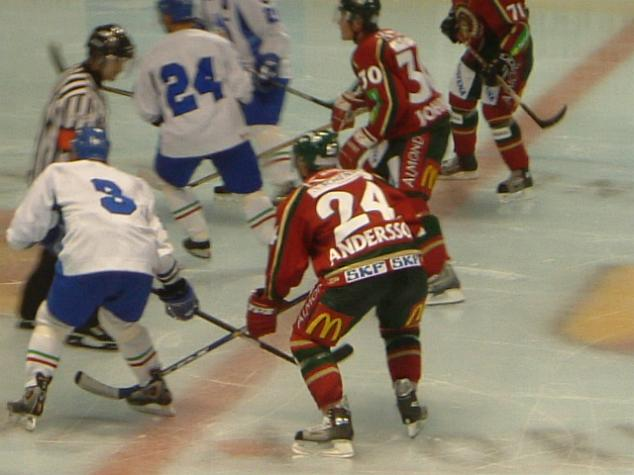
A Frölunda em ação

O Campeonato Sueco de Hóquei no Gelo de 2012–13 (em sueco:  Elitserien 2012–13) foi disputado por 12 clubes, sendo esta a 38.ª temporada desta competição.

Terminou com a vitória do Skellefteå AIK de Skellefteå, que assim conquistou este título pela segunda vez.

## Clubes participantes em 2012–13
| Clube               | Cidade       | Estádio                | Capacidade |
| ------------------- | ------------ | ---------------------- | ---------- |
| AIK Ishockey        | Solna        | Hovet                  | 8,300      |
| Brynäs IF           | Gävle        | Läkerol Arena          | 8,265      |
| Frölunda HC         | Gotemburgo   | Scandinavium           | 12,044     |
| Färjestad BK        | Karlstad     | Löfbergs Lila Arena    | 8,250      |
| HV71                | Jönköping    | Kinnarps Arena         | 7,038      |
| Linköpings HC       | Linköping    | Cloetta Center         | 8,500      |
| Luleå HF            | Luleå        | Coop Norrbotten Arena  | 6,000      |
| MODO Hockey         | Örnsköldsvik | Fjällräven Center      | 7,600      |
| Rögle BK            | Ängelholm    | Lindab Arena           | 5,300      |
| Skellefteå AIK      | Skellefteå   | Skellefteå Kraft Arena | 6,001      |
| Timrå IK            | Timrå        | E.ON Arena             | 6,000      |
| Växjö Lakers Hockey | Växjö        | Vida Arena             | 5,000      |